# 4497 Taguchi
A 4497 Taguchi (ideiglenes jelöléssel 1989 AE1) a Naprendszer kisbolygóövében található aszteroida. Kin Endate,  Vatanabe Kazuró fedezte fel 1989. január 4-én.